# Phytoecia ferrea
Phytoecia ferrea là một loài bọ cánh cứng trong họ Cerambycidae.